# Varuh pravic gledalcev in poslušalcev RTV Slovenija
Varuh pravic gledalcev in poslušalcev Radiotelevizije Slovenija je neodvisen organ medijske samoregulacije znotraj javnega zavoda RTV Slovenija. Določa ga statut RTV Slovenija, njegove pristojnosti in način delovanja pa opredeljuje pravilnik o varuhovem delovanju. Varuh sprejema pritožbe, pohvale, predloge in mnenja občinstva RTV Slovenija, jih posreduje programskim ustvarjalcem, pridobi informacije in odzive ter pridobi odgovore. V obravnavi pritožb o kršitvah programskih standardov RTV  oz. Poklicnih meril in načel novinarske etike napiše mnenja in priporočila, o ugotovitvah pa poroča Programskemu svetu RTV Slovenija, jih objavi v mesečnem poročilu in na varuhovi spletni strani ter o njih javno govori v rednih nastopih v medijih RTV Slovenija. V času mandata prve varuhinje Miše Molk je bila na TV Slovenija enkrat mesečno predvajana oddaja Je res?, v kateri je varuhinja z gosti komentirala in iskala odgovore na vprašanja gledalcev in poslušalcev.
Trenutna varuhinja je Marica Uršič Zupan.

## Seznam varuhov
1. Miša Molk (1. maj 2008–30. april 2013)[7]
2. Lado Ambrožič (1. maj 2013–2017)[8]
3. Ilinka Todorovski (19. januar 2017–18. januar 2022)[9]
4. Marica Uršič Zupan (18. januar 2022– )[10]